# Lietuvos Energija
Lietuvos Energija és la principal companyia d'electricitat a Lituània. Posseeix (mitjançant la participació del 95,54% en el Lietuvos Elektrinė) la major planta d'energia a Lituània Central Elektrėnai i directament dues grans plantes hidroelèctriques [al país (Kruonis planta d'emmagatzemament per bombeig i la Central hidroelèctrica de Kaunas). Té també interessos a la Planta de Demostració geotèrmica Klaipėda. La seu de la companyia està situada a la població d'Elektrėnai.

## Història
La seva predecessora, l'Empresa d'Energia de Lituània, era una empresa de propietat completament estatal a la qual pertanyien i operaven totes les empreses elèctriques i de calefacció a Lituània, a part de la Central nuclear d'Ignalina. La privatització va tenir lloc el 1997, quan el 86,5% de les accions va ser per al govern, el 8,5% als seus treballadors, i el 5% per a la companyia sueca Vattenfall.
El 2008, les accions en poder de l'Estat de Lietuvos Energija van ser traslladades a l'acabat de crear holding d'energia TEO LT. Després de la dissolució de TEO LT el 2010, les accions de la companyia van ser traspassades a Visagino Atomine Elektrine, una empresa de projectes de propietat estatal de la Central nuclear de Visaginas. La companyia també va adquirir de Visagino Atomine Elektrine, l'operador de la central tèrmica més gran de Lituània, Lietuvos Elektrinė i va traslladar la seva seu a Elektrėnai.
A l'octubre de 2010, el sistema de transmissió de l'operador Litgrid i l'operador Baltpool del mercat de l'electricitat es va escindir de l'empresa estatal Litgrid Turtas AB. La companyia cotitza a la Borsa de valors NASDAQ OMX Vilnius de Vílnius.